# Vitraliu

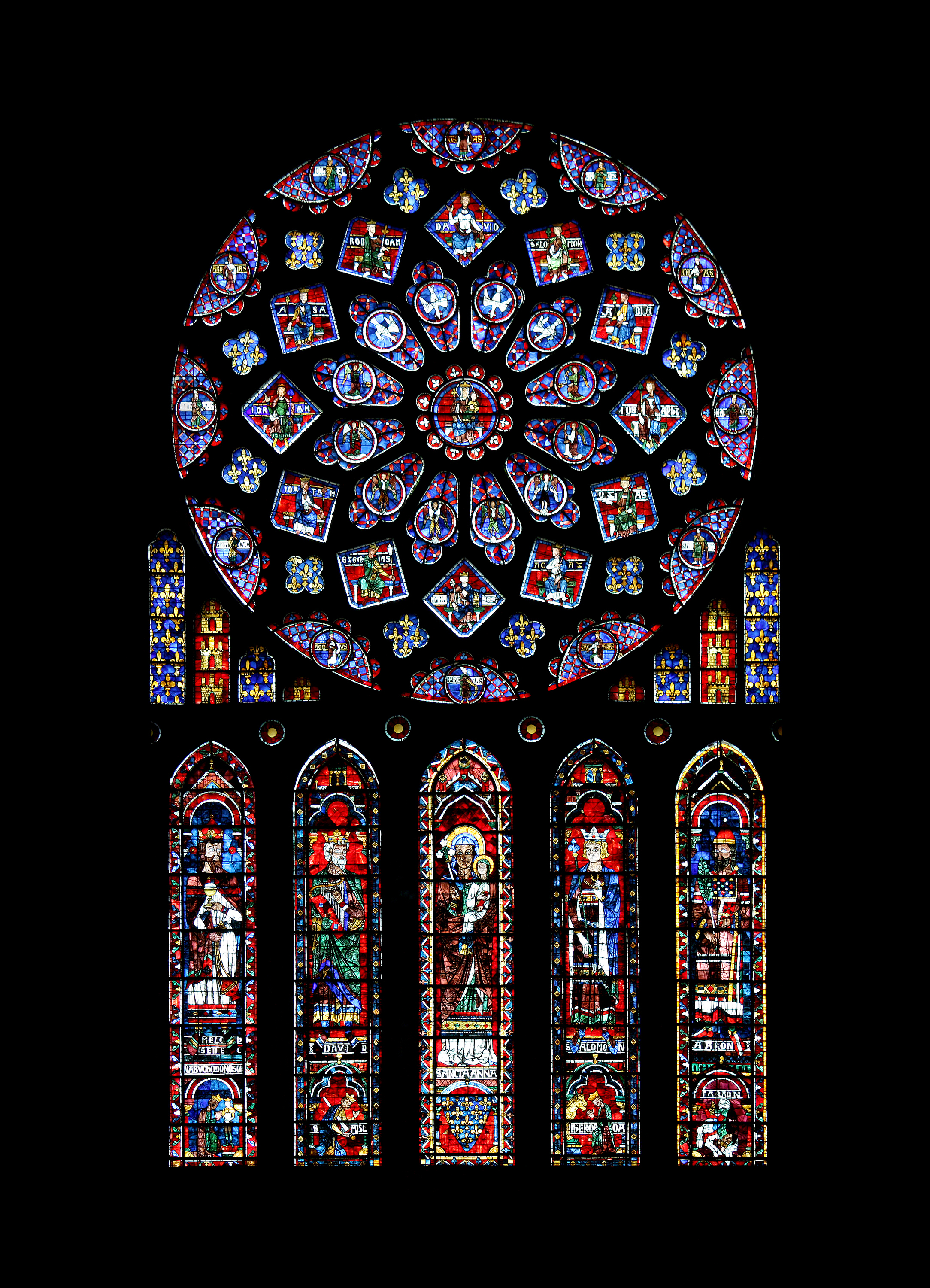
Rozasa Catedralei din Chartres

Vitraliul este o compoziție decorativă formată din bucățele de sticlă colorată, dispuse simetric sau asimetric și legate între ele prin rețele de plumb și prinse prin tije metalice de cadrul ușii sau ferestrei. Vitraliul se poate monta și în lemnul ușilor, fie ele exterioare sau interioare.
Originile vitraliilor se pierd în istorie. Primele vitralii erau simple mozaicuri din diferite sticle colorate. Cel mai vechi vitraliu care s-a păstrat în întregime datează de la începutul secolului al XII-lea și se află la catedrala din Augsburg (fosta R.F.G). Tehnica a fost derivată probabil din fabricația bijuteriilor și mozaicurilor. Vitraliile, asa cum le cunoaștem azi, se pare că au apărut odată cu construirea bisericilor, cele mai vechi datând din secolul al X-lea. Tehnica vitraliului, în linii mari neschimbată până astăzi, a fost descrisă de călugărul Teophilus pe la anul 1100. Stilul gotic, cu biserici din ce în ce mai înalte, dar și mai luminoase, a folosit vitraliile la o scară nemaiîntâlnită până atunci.
Abatele Suger de la Mănăstirea St. Denis a reconstruit biserica mănăstirii, oferindu-ne unul din primele exemple de stil gotic în care vitraliul a jucat un rol definitoriu. În jurnalul său, ținut pe tot parcursul lucrărilor, și-a exprimat credința că lucrurile frumoase ridică omul mai aproape de Dumnezeu.
În secolul al XV-lea, în plin apogeu al goticului, atitudinea față de vitraliu s-a schimbat, acesta devenind mai mult pictură și mai puțin element generator de atmosferă. Culorile au devenit mai pale, figurile reprezentate acopereau adesea întreaga fereastră. Pictura a devenit mai sofisticată, iar noile tehnici descoperite sau redescoperite au permis redarea detaliilor galbene și aurii. Nervurile de plumb acceptate până atunci ca necesare și decorative au devenit un "rău necesar", camuflat cât mai bine prin compoziția desenului.
Renașterea a generat o lungă perioadă în care vitraliul a existat doar ca sticlă pictată.
Simbolismul original și tehnicile au fost aproape uitate. În această perioadă, vitraliul pictat a devenit un accesoriu la modă în locuințe, clădiri publice și biserici. Semnele heraldice realizate în această manieră, pe fond transparent, erau foarte populare în epocă. În secolul al XVIII-lea, majoritatea vitraliilor medievale au fost înlocuite cu sticlă pictată, iar majoritatea informațiilor despre vitralii au început să se piardă.

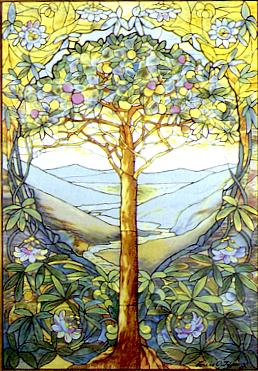
Creat de Louis Comfort Tiffany

În mijlocul anilor 1800, Anglia a cunoscut o revitalizare a interesului pentru arhitectura gotică. Câțiva istorici amatori și oameni de știință au redescoperit tehnicile de lucru și au dezvăluit secretele producerii sticlei colorate. Atelierele de sticlărie au început să producă versiuni de ferestre în tehnica și stilul medieval. John LaFarge și Louis Comfort Tiffany, doi pictori americani, au început să experimenteze, independent unul de celălalt, încercând să producă o sticlă ce avea capacitatea de a crea efecte vizuale fără a fi pictată. Curând, cei doi au devenit concurenți. LaFarge a creat și brevetat în 1879 sticla opalescentă. Tiffany a dezvoltat și popularizat produsul și curând numele lui a devenit sinonim cu acesta. Folosind tăieturi complicate și sticlă bogat colorată, dispusă în straturi ce dau un plus de textură și profunzime, cei doi au devenit principalii furnizori atât pentru biserici, cât și pentru reședințe private. Procedeul de utilizare a foliei de cupru ca substitut pentru plumb, i-a permis lui Tiffany crearea de abajururi, bine primite odată cu introducerea iluminatului electric.
Stilul său (Art Nouveau) a avut numeroși imitatori, sticla opalescentă rămânând foarte populară până la sfârșitul secolului al XIX-lea. După Primul Război Mondial, gusturile s-au schimbat. LaFarge moare în 1910, iar Tiffany în 1933, fapt care atrage după sine și falimentul atelierelor sale. Cu excepția ferestrelor pentru biserici, vitraliul cunoaște un declin până la al Doilea Război Mondial. Abstracționismul și expresionismul în pictură influențează un nou grup de artiști să exploreze valentele oferite de sticlă. Ferestrele de biserică devin, în foarte multe aspecte, asemănătoare goticului timpuriu. Scenele greu de identificat, atmosfera pură de lumină și culoare inspiră la atitudine contemplativă. Vitraliul, sau mai corect poate, arta sticlei, este din ce în ce mai prezentă astăzi.
Explozia de interes din ultimii ani a dus la dezvoltarea unor forme noi și imaginative ale acestei arte. Noile tehnologii și creșterea interesului pentru vitralii, ca hobby, au dus la ceea ce a fost numită "o noua epocă de aur a sticlei". Noile case sunt frecvent completate cu spectaculoase intrări din sticlă, ferestre de baie cu vitralii, abajururi Tiffany. Panouri decorative sunt achiziționate pentru a fi atârnate în dreptul unei ferestre însorite. Forme minunate decorează mese, pereți, ferestre.

## Galerie de imagini

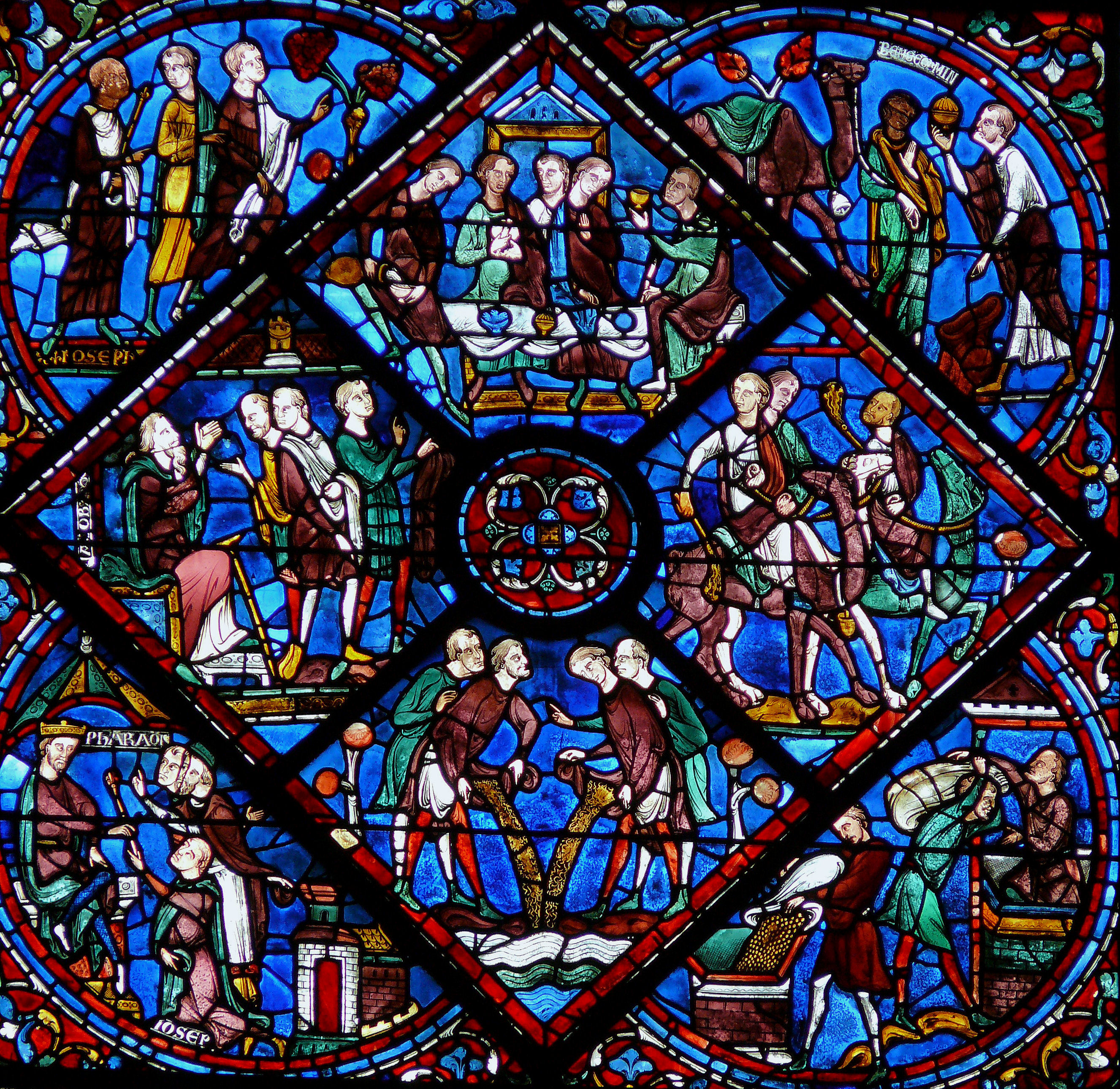
Vitraliu din sec. al XIII-lea, Chartres
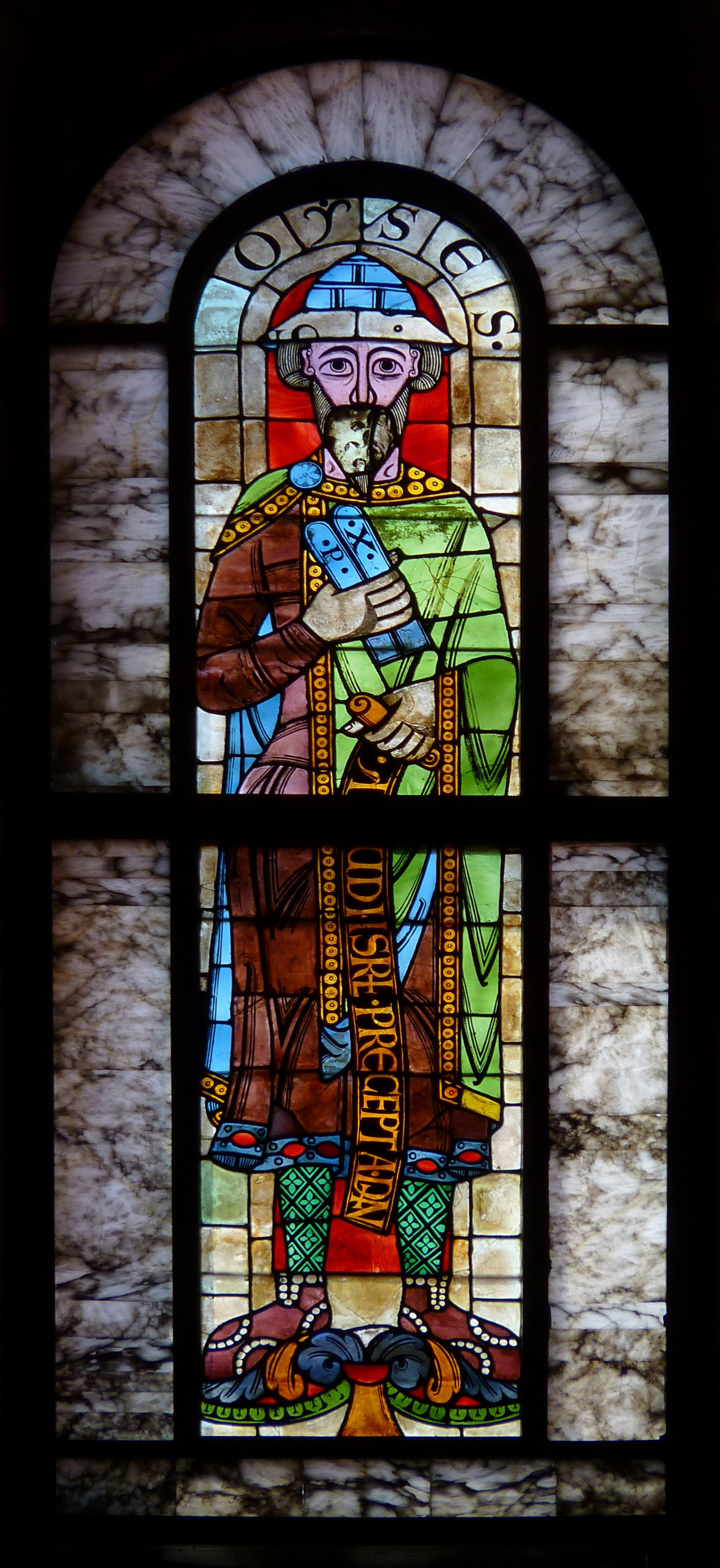
Moise, vitraliu în Domul din Augsburg (sec. al XII-lea)
Vitralii în Biserica Sfântul Dionisie din Esslingen
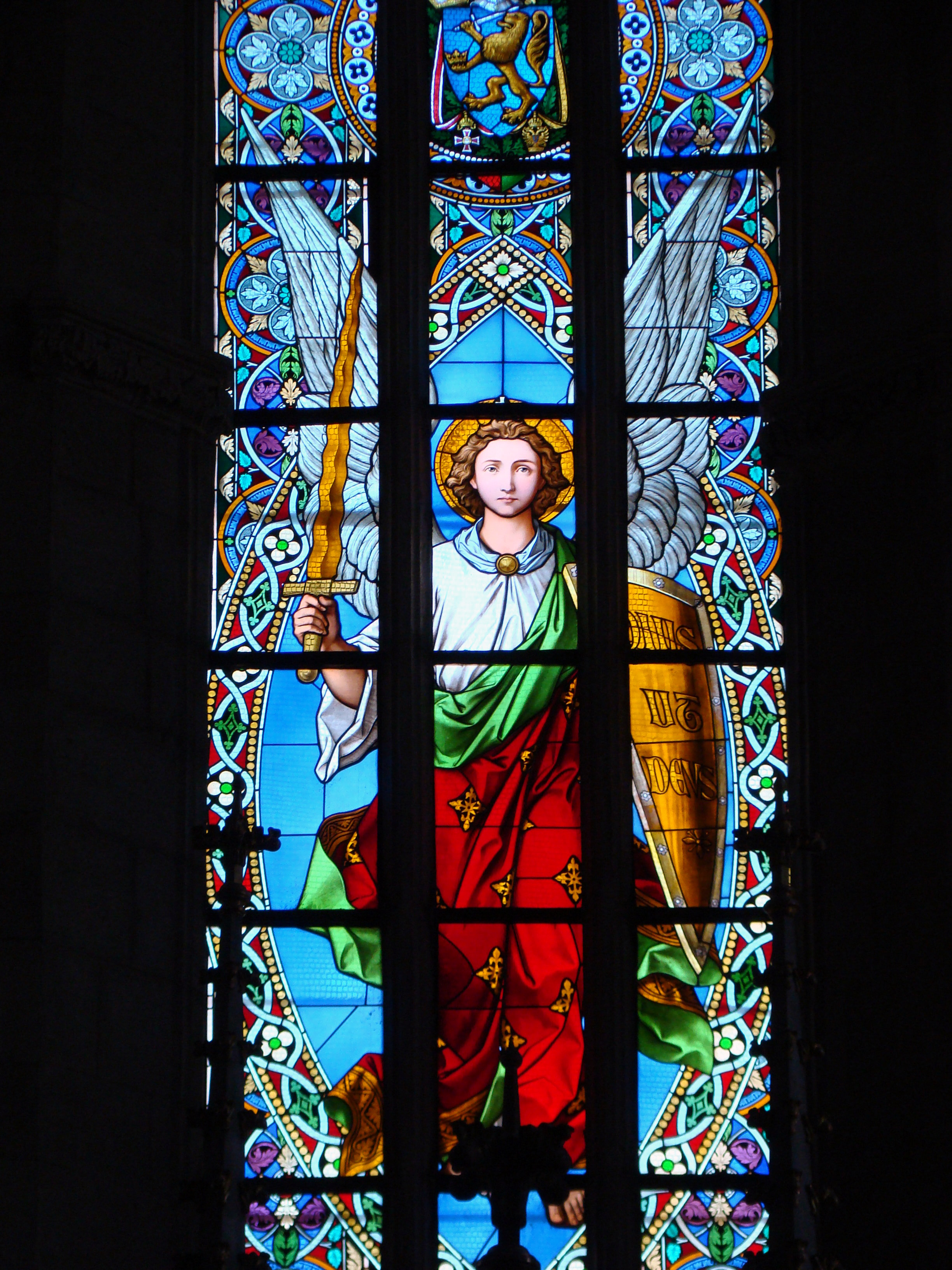
Sfântul Mihail, Vitraliu în Biserica Sfântul Mihail din Cluj

1. ↑  Velea, Valer (1986). Sticla plană. Tehnică. p. 324.